# Gorybia
Gorybia är ett släkte av skalbaggar. Gorybia ingår i familjen långhorningar.

## Dottertaxa tillGorybia, i alfabetisk ordning[1]
- Gorybia acuta
- Gorybia adiaphora
- Gorybia alboapex
- Gorybia apatheia
- Gorybia armata
- Gorybia calcitrapa
- Gorybia castanea
- Gorybia chontalensis
- Gorybia echinata
- Gorybia hirsutella
- Gorybia instita
- Gorybia invicta
- Gorybia lissonota
- Gorybia maculosa
- Gorybia martes
- Gorybia minima
- Gorybia montana
- Gorybia orygma
- Gorybia pallida
- Gorybia palpalis
- Gorybia picturata
- Gorybia pilosa
- Gorybia procera
- Gorybia proxima
- Gorybia pusilla
- Gorybia quadrispinosa
- Gorybia reclusa
- Gorybia ruficauda
- Gorybia rugosa
- Gorybia semiopaca
- Gorybia senticosa
- Gorybia separata
- Gorybia simplicior
- Gorybia stomias
- Gorybia suturella
- Gorybia thoracica
- Gorybia tibialis
- Gorybia umbella
- Gorybia veneficella
- Gorybia zonula